# Valerij Kornienko
Valerij Leonidovič Kornienko (in russo Валерий Леонидович Корниенко?; Piterka, 13 marzo 1961) è un ex pattinatore artistico su ghiaccio sovietico, specializzato nel pattinaggio artistico su ghiaccio a coppie.

## Risultati

### Con Elena Bečke
| Internazionali                       | Internazionali | Internazionali | Internazionali | Internazionali | Internazionali | Internazionali | Internazionali |
| Evento                               | 1980–81        | 1981–82        | 1982–83        | 1983–84        | 1984–85        | 1985–86        | 1986–87        |
| ------------------------------------ | -------------- | -------------- | -------------- | -------------- | -------------- | -------------- | -------------- |
| Campionati europei                   |                |                |                |                |                | 3°             |                |
| Skate America                        |                |                |                |                |                | 2°             |                |
| Skate Canada                         |                |                |                |                | 1°             |                |                |
| Grand Prix International St. Gervais |                |                |                |                | 1°             |                |                |
| Prize of Moscow News                 |                |                |                | 3°             | 3°             | 3°             | 2°             |
| Nebelhorn Trophy                     |                |                |                |                | 1°             |                |                |
| Prague Skate                         |                |                | 2°             |                |                |                | 2°             |
| Universiadi                          |                |                |                |                |                |                | 2°             |
| Nazionali                            |                |                |                |                |                |                |                |
| Campionati sovietici                 |                | 6°             |                | 3°             | 4°             | 5°             |                |
| Spartakiadi                          |                |                |                |                |                | 2°             |                |
| USSR Cup                             | 5°             |                | 2°             | 1°             | 2°             |                |                |